# Elena Mîndru
Elena Mîndru (* 1988 in Cluj-Napoca) ist eine rumänische Jazzmusikerin (Gesang, Komposition).

## Wirken
Mîndru begann ihre Karriere im Alter von 15 Jahren und wurde im Laufe der Jahre von Künstlern wie Bob Stoloff, Mary King, Darius Brubeck und Jukkis Uotila unterrichtet. Sie studierte zunächst  an der Gheorghe-Dima-Musikakademie ihrer Heimatstadt Komposition (Bachelor) und absolvierte 2012 ihren Master in Jazzgesang an der Königlichen Musikakademie Århus. Derzeit ist sie als Doktorandin an der Jazzabteilung der Sibelius-Akademie eingeschrieben.
2012 legte Mîndru mit Romanian Christmas Stories ihr Debütalbum vor. 2014 folgte wiederum mit ihrer Band Elena & The Rom Ensemble das Album Evening in Romania, 2016 Quartphonic mit ihrem Elena Mindru Third Stream Project in Nonettbesetzung. Mit der Jyväskylä Big Band trat sie 2016 auf einer Konzerttournee in Rumänien auf, um 2017 gemeinsam das Album Folkloric Moods aufzunehmen, zu dem neben ihr auch der Pianist Tuomas J. Turunen Kompositionen beisteuerte. Für ihr viertes eigenes Album Hope (2021) arbeitete sie mit Adam Bałdych und ihrem Quartett zusammen. 2022 erschien ihr sinfonisches Album Hybrid, das sie mit ihrem Quartett und dem Nationalen Jugendorchester Moldawiens unter Leitung von Andriano Marian veröffentlichte.
Mîndru trat weiterhin mit dem European Jazz Orchestra, dem Philharmonischen Orchester der Stadt Heidelberg, dem Transilvania Philharmonic Orchestra, dem Bukarester Kammerorchester, dem UMO Jazz Orchestra und der Finnish Air Force Big Band auf. Sie konzertierte in Rumänien, Deutschland, Frankreich, Dänemark, Finnland, Schweden, Estland, Tschechien, Ungarn, der Slowakei, den Niederlanden und den USA. 
Als Komponistin schreibt und arrangiert Mîndru Stücke für Sinfonieorchester, Big Band, Streichquartett und andere Besetzungen.

## Persönliches
Elena Mîndru ist mit Tuomas Turunen verheiratet; die beiden haben einen Sohn und leben in Finland.

## Preise und Auszeichnungen
Im Laufe ihrer Karriere hat Mîndru Auszeichnungen bei Jazzfestivals und Wettbewerben in ganz Europa erhalten; so wurde sie 2012 von einer Jury unter dem Vorsitz von Quincy Jones bei der Shure Montreux Jazz Voice Competition mit dem 2. Preis und dem Publikumspreis ausgezeichnet.